# Oreopanax anomalus
Oreopanax anomalus är en araliaväxtart som beskrevs av M.J.Cannon och Cannon. Oreopanax anomalus ingår i släktet Oreopanax och familjen Araliaceae. Inga underarter finns listade.